# جين غوتي
جين غوتي (بالإنجليزية: Gene Gotti)‏ هو مهرب مخدرات أمريكي، ولد في 1946 في نيويورك في الولايات المتحدة.